# حيدر عبد الرزاق
حيدر عبد الرزاق حسن (9 حزيران 1982 - 5 حزيران 2022) لاعب كرة قدم عراقي معتزل.
كان حيدر عبد الرزاق لاعبًا موهوبًا ومتعدد المواهب قادرًا على اللعب في أي مكان في الدفاع. بدأ مسيرته الكروية مع فريق شباب الطلبة عام 1995، وكان يلعب كحارس مرمى لفريق شباب الشرطة قبل التحول إلى الدفاع. في عام 1996، كان أحد خمسة لاعبين جلبهم المدرب نزار أشرف إلى فريق الطلبة الأول، وبعد عامين تم استدعاؤه إلى منتخب العراق تحت 17 عامًا من قبل عدنان حمد. كما لعب تحت قيادة نفس المدرب أثناء وجوده مع منتخب العراق تحت 19 عامًا. فاز بنهائي بطولة آسيا للشباب على اليابان بأسلوب دراماتيكي. تم استدعاء حيدر من قبل ميلان زيفادينوفيتش لمباريات العراق المؤهلة لكأس العالم 2002، حيث ظهر لأول مرة دوليًا في 31 يناير 2000 ضد لبنان في بيروت، بالتعادل 0-0. شارك في ثلاث مباريات أخرى في تصفيات كأس العالم 2002 ضد البحرين والمملكة العربية السعودية وإيران بينما كان العراق يدربه الكرواتي رودولف بيلين. وقَّع عقداً مع الأنصار في لبنان عام 2002 لكنه عاد بعد انتهاء الحرب لينضم إلى نادي الطلبة ويثبت نفسه في الجانب الأيمن من الدفاع في المنتخب الأولمبي.
لعب مع منتخب العراق لكرة القدم، وقد كان مع الفريق الفائز في كأس آسيا 2007.

## وفاته
ذكرت مواقع صحفية أن حيدر عبد الرزاق قد توفي فجر يوم الأحد 5 حزيران 2022 في مستشفى الجملة العصبية في بغداد، متأثراً من إصابة بليغة من جرّاء الاعتداء عليه في أحد شوارع بغداد على يد مجهولين، عن عمر ناهز التاسعة والثلاثين.

## وصلة خارجية
- حيدر عبد الرزاق على موقع الاتحاد الدولي (مؤرشف)  (الإنجليزية)
- حيدر عبد الرزاق على موقع ناشيونال فوتبول تيمز (الإنجليزية)
- حيدر عبد الرزاق على موقع Soccerway.com (الإنجليزية)
- حيدر عبد الرزاق على موقع عالم كرة القدم.نت (الإنجليزية)
- حيدر عبد الرزاق على موقع كووورة
- حيدر عبد الرزاق على موقع أوليمبيديا (الإنجليزية)